# Кина Василева – Бойка
Кина Василева Петкова (Бойка) е българска партизанка.

## Биография
Кина Василева е родена на 4 декември 1919 г. в село Асеново, Великотърновско. През 1938 г. се омъжва в с. Лом Черковна за Васил Петков Василев.
По време на антифашистката въоръжена борба е партизанка в Свищовската чета на Горнооряховския партизански отряд. Командир на четата е съпругът ѝ. Приема партизанското име Бойка.

През есента и зимата на 1943/44 г. заедно с група партизани се укрива в скривалище, което изкопават в къщата на ятака Стефан Игнатов от с. Босилковци, Беленска околия. През септември същата година идват да живеят там, като издръжката им е предимно от неговото семейство. Стефан Игнатов ги снабдява с различни продукти. През същата есен е взет запас в град Балчик за пет месеца и оставя партизаните в дома си, на издръжката предимно на жена си, която е с четири невръстни деца /по на 12, 10, 4 и 2-годишна възраст/. Тя им готви, пере и предпазва от разкриване. Синът ѝ Софрони купува мляко от овчарите. В къщата партизаните престояват, без да излизат, един месец и пет дни, страхувайки се да не бъдат разкрити и заловени.
През пролетта на 1944 г. Горнооряховският партизански отряд се масовизира и се подразделя на 6 чети. Бойка е със си съпруга си в Свищовската чета. През втората половина на април 1944 г. нелегалните групи, действащи в Горнооряховска, Свищовска и Беленска околии, при акция в с. Горски Сеновец, Горнооряховско убиват 9 души от противника. Пета жандармерийска дружина, подпомогната от войскови и полицейски части, предприема офанзива за унищожаване на отряда. В завързалата се Стражишката битка при пробива на блокадата 28 партизани от отряда са убити. Останалите се разделят на групи и напускат района.
Съблазнен от „голяма“ премия – 50 000 лв. за глава на партизанин, Иван Кънчев от Горна Студена, който също се е укривал у Стефан Игнатов, през юни 1944 г. отива в полицията, предава ги и с подробности разкрива връзките им и другите ятаци в района. Полицията отива над село Босилковци с предателя, където той посочва къщата на Стефан Игнатов. Полицаите, подкрепени от местните представители на властта, блокират къщата. Партизаните разбират, че са предадени и поръчват на малкия Софрони /синът на Стефан Игнатов – тогава 11-годишен/, да ги заключи и с малката си сестричка да отидат у дядови си. При излизането един полицай удря детето и то пада на земята. Но Софрони е твърд и не казва, че в къщата има хора. Няколко ритника и детето е в безсъзнание на земята. Фашистки агенти, прикрити зад купа царевичак, откриват огън с автомати и пушки във вратата и прозорците на къщата. Партизаните отговарят на огъня като хвърлят няколко бомби и след убиването на един от полицаите, останалите се разбягват. Това спомага за изтеглянето им през селото, за да се свържат с групите от селата Павел и Хаджи Димитрово. Тук е и Кина Василева (Бойка). По пътя през селото те срещат агенти, които носят тенекия с газ, за да запалят къщата и ги изгорят живи. Преминавайки през дерето срещу кредитната кооперация, минават по улицата край Ганчо Костадинов и Колю Пашанков и поемат посока за местността „Дуванлъка“, към с. Хаджи Димитрово, където в местността „Черния мост“ трябвало да се срещнат с групите от това село и с. Павел. Тук са пресрещнати от войсково поделение на 33-ти пехотен Свищовски полк и във въоръжените схватки почти всички биват избити. Само Стефан Моллов остава жив, тежко ранен, скрит под ръкойките на ожънатия ечемик. В неравната битка на 7 юни 1944 г. Кина Василева (Бойка) е тежко ранена и умира. Закарана е в град Свищов, където е влачена след камиона с разрязани гърди. Трупът ѝ е захвърлен на площада и изложен на показ за назидание на хората.
По времето на социализма в нейна памет село Лом Черковна е наречено Бойка. В парка в центъра на селото и днес се намира паметник на Кина Василева (Бойка).